# 側標

1就是腰封。

側標（在中国大陆称作腰封，在台灣稱為書腰）是一種用來包住書籍、唱片或其他商品側面的紙帶。上面常印有商品名稱、宣傳標語或其他想讓顧客知道的訊息，讓它在一群直立並排的商品當中能夠一目了然。側標在日本非常普遍，由於其外觀就像是和服的腰帶，因此在日文中被稱為「帶」（／ Obi）」。現在側標在香港、台灣等其他地區的唱片行也已普及化。

## 日本書籍的側標
大部份在日本書店架上販售的書籍或在海外出售的日本書籍都有側標（特別是文庫本），如果該書已有書套的話，側標就會包在書套的外面。
在英文中，書本的側標有時被稱為「belly-band」。

## 外部連結
- 關於"Obi"的說明（英文）